# ابرنهارت اف‌جی
ابرنهارت اف‌جی (به انگلیسی: Eberhart_FG) یک هواگرد ملخ‌پیشین تک‌موتوره از نوع جنگنده ساخت شرکت Eberhart Aeroplane and Motor Company است. هواگرد ابرنهارت اف‌جی نخستین پروازش را در ۱۹۲۷ میلادی انجام داد. در مجموع، تعداد ۱ فروند از این هواگرد ساخته شده‌است.